# Eleanor Bone
Eleanor Bone (Londres, 15 de Dezembro de 1910 - 21 de Setembro de 2001), conhecida sob o nome mágico Ártemis, foi uma influente wiccan inglesa. Considerada a Matriarca da Bruxaria Britânica, Eleanor deu um importante contributo para a intitulada "velha religião", impulsionando o renascimento da que hoje conhecemos por Bruxaria Moderna.

## Vida
Eleanor Bone nasceu, no dia 15 de Dezembro de 1910, na cidade de Londres, no seio de uma família de classe média. Foi uma menina afortunada, no que diz respeito à sua formação, pois os pais, que eram professores, desde cedo, lhe proporcionaram uma vasta e variada educação. 
Durante a infância, a morte do seu animal de estimação levou Eleanor a acreditar na reencarnação, incitando-a a procurar mais conceitos agregadas a esse tema, desde o folclore à magia. Assim se anunciava o seu primeiro contacto com o Misticismo, o Esoterismo e, posteriormente, a Wicca.
Licenciou-se em enfermagem e, mais tarde, na cidade de Tooting, adquiriu um lar para idosos, do qual se tornou proprietária.

## Wicca
Por ter de cumprir serviço militar durante a Segunda Guerra Mundial, Eleanor deslocou-se até Keswick, cidade situada em Cumbria, uma zona nortenha de Inglaterra. Aí, trocou amizade com um casal de bruxos hereditários que, em 1941, a iniciaram numa tradição oculta local (esse grupo pré-gardneriano realizavam os rituais vestidos, com cordões de diferentes cores à citura - que os diferenciavam, hierarquicamente, entre eles- e traziam colares de âmbar ao pescoço. Costumavam trabalhar no exterior - perto da Natureza -, dispondo circularmente várias velas brancas, vermelhas e azuis, dentro de lanternas. As suas ferramentas variavam entre a varinha, um cálice, um punhal de cabo preto e uma espada. [apontamentos de Doreen Valiente datados de 18 de Junho de 1964]). Praticou os rituais com os seus iniciadores por mais quatro anos, altura em que - com o fim da guerra - Eleanor retornou à sua cidade natal. 
Eleanor iniciou-se na Wicca por volta de 1960. Com a década de 60 - e todas as transformações sócio-culturais a ela associadas - as publicações de livros e afins sobre Bruxaria cresceram exponencialmente. Aproveitando essa fase de despojo de tabus, Eleanor posou para fotógrafos, colaborou com autores e conversou com jornalistas e investigadores, em prol da aceitação da Wicca, como religião legítima, tal como o Cristianismo, o Budismo e o Hinduismo (etc.). Aliás, Eleanor Bone dedicou grande parte da sua vida a combater as propagandas sensacionalistas que queriam denegrir a tradição wiccan. O seu intuito não era massificar/banalizar a tradição, mas sim desenvolvê-la e projectá-la para ser encarada como uma religião inofensiva e dedicada à Natureza.
Entretanto, conheceu e amigou-se com Gerald Gardner, que a nomeou, mais tarde, Alta Sacerdotisa do seu conventículo Bricket Wood. Para além de Gardner, o seu círculo de amigos, no meio místico, abraçava Dafo, Jack Bracelin, Patricia Crowther, Doreen Valiente e Idries Shah, de quem ela muito admirava.
Como Alta Sacerdotisa do seu próprio conventículo, Eleanor iniciou muitas pessoas na tradição wiccan, como por exemplo Prudence Jones, Vivianne e Chris Crowley e Madge Worthington, Arthur Edmonds, Kathy (Caitlen) e John Matthews.
Por serem fortemente influenciados pela formação mágica que obteve em Cumbria, os seus rituais eram considerados diferentes das práticas gardnerianas, chegando a serem, muitas vezes, confundidos com cerimoniais satânicos.
Em 1972, Eleanor volta à província onde foi iniciada, Cúmbria, mais exactamente na pequena terra Alston, para assumir uma vida mais sossegada, longe do crescente culto que tanto ajudou a formar. No entanto, ainda que não fosse muito activa nas actividades wiccans, Eleanor jamais foi esquecida. Em 2001, convidaram-na para ingressar como membro honorário da Federação Pagã (porém a falta de harmonia entre Eleanor e alguns princípios da Aliança, levou-a a recusar, humildemente, o convite). Ainda nesse ano, aceitou dar uma entrevista a um jornal de Newcastle, onde narrou alguns episódios da sua vida e relatou as suas experiências mágicas ler excerto da entrevista (em francês)]. O artigo foi um sucesso e, a partir daí, Eleanor foi subitamente invadida por cartas de jovens curiosos a pedir mais informações sobre o assunto. Este acontecimento resultou numa inesquecível performance de Eleanor apresentada no festival anual Occulture, no Verão de 2001. Através de um telefonema em directo, a partir de casa, Eleanor Bone descreveu as origens da Bruxaria Moderna, alguns factos muito pouco conhecidos sobre o famoso conventículo de New Forest e muitas histórias e aventuras mirabolantes que viveu. Terminou o seu longo e emocionante discurso, demonstrando o grande orgulho que sentia ao ver o seu desejo realizado; ao aperceber-se que todo o esforço e empenho - (que outrora tinha tido) em conseguir um "patamar" digno à sua religião - não tinham sido em vão. Esta partilha de experiências valeu-lhe, no final, um comovente aplauso por parte do público que fez questão de praticá-lo em pé.

## Morte
Muito pouco tempo depois dessa performance, em Agosto de 2001, Eleanor Bone pressentiu que pouco faltava para ser "chamada, de volta, para junto dos Antigos Deuses". Isto alertou-a para que reunisse todo o seu material e algumas instruções para a publicação do seu livro biográfico.
E assim como o previsto, a Matriarca da Bruxaria Britânica sucumbiu à saúde debilitada e morreu, no dia 21 de Setembro de 2001. Encontra-se sepultada ao lado do seu marido Bill, no cemitério de Garigill.